# Dertig Eeuwen Mexicaanse Kunst
Dertig Eeuwen Mexicaanse Kunst was een grote tentoonstelling van Mexicaanse kunst in het Haags Gemeentemuseum van 26 juni tot 31 augustus 1959. De tentoonstelling bood een overzicht van kunstuitingen vanaf de vroegste precolumbiaanse perioden tot de eigentijdse volkskunsttradities. 

## Organisatie
Het plan om deze grote overzichtstentoonstelling te organiseren kwam van P.A. Ade, directeur van het Haus der Kunst in München, die het in samenwerking met R. Wehri, de directeur van het Kunsthaus in Zürich lukte om het belangrijkste van de musea en privé-collecties uit Mexico, Europa en Noord-Amerika voor deze tentoonstelling bijeen te brengen. De keuze van de stukken uit Mexico werd gemaakt door de Mexicaanse kunsthistoricus en museoloog Fernando Gamboa, de eindselectie voor de Europese en Noord-Amerikaanse objecten was in handen van Gerdt Kutscher uit Berlijn en conservator Adriaan Gerbrands van het Rijksmuseum voor Volkenkunde in Leiden. Niet minder dan vierenzestig bruikleengevers stuurden kunstvoorwerpen, waaronder tweeëndertig musea en tweeëndertig particuliere verzamelaars. Onder de musea bevonden zich de rijkst-gesorteerde uit een negental landen, waaronder Duitsland, Frankrijk, de VS, en Mexico. Het Rijksmuseum voor Volkenkunde was onder de bruikleengevers het enige Nederlandse museum. Ook de verzamelaars waren afkomstig uit alle windstreken. Bekende namen onder hen waren Kirk Douglas, (de collectie van wijlen) Frank Lloyd Wright en Baron Philippe de Rothschild. Nederlandse collectioneurs ontbraken.

## Tentoonstelling
Ruim 750 kunstobjecten, waaronder een aantal internationaal bekende topstukken, waren twee maanden lang in Den Haag te bewonderen. De kunst uit Mexico was ingedeeld in vier categorieën: de precolumbiaanse periode, de koloniale tijd, de huidige volkskunst en de eigentijdse, moderne kunst. Op de vloer stonden onder meer aardewerk en sculpturen van de Maya, Azteken en Mixteken, stukken uit de koloniale tijd die een vermenging te zien gaven van Mexicaanse en Spaanse elementen, volkskunst uit alle delen van het land, waaronder weefsels, maskers, aardewerk, speelgoed en religieuze objecten, en moderne schilderkunst waaronder werk van Diego Rivera.

## Publicatie
De begeleidende, tamelijk bescheiden uitgegeven publicatie Dertig Eeuwen Mexicaanse Kunst was in feite geen catalogus. Een kleine selectie van slechts zesendertig objecten wordt besproken met bijbehorende foto's, waarvan zes in kleur. Twee wetenschappelijke essays zijn geschreven door Gamboa en Gerbrands, de laatste een deskundige op het gebied van de kunst van Nieuw-Guinea. Het voorwoord is van Louis Wijsenbeek, directeur van het Haags Gemeentemuseum.